# Хардер, Йонас
Йонас Хардер (итал. Jonas Harder; род. 30 сентября 2005, Флоренция) — итальянский футболист, полузащитник клуба «Фиорентина».
Йонас родился в семье немца и итальянки и имеет двойное гражданство.

## Клубная карьера
Хардер — воспитанник клубов «Аудаче Галуццо» и «Фиорентина». 12 декабря 2024 года в поединке Лиги конференций против австрийского ЛАСКа Йонас дебютировал за основной состав последних.

## Международная карьера
В 2024 году в составе юношеской сборной Италии Хардер принял участие в юношеском чемпионате Европы в Северной Ирландии. На турнире он сыграл в матчах против сборных Норвегии, Северной Ирландии, Украины и Испании.